# A11 (Kazakistan)
La strada nazionale A11 è una strada del Kazakistan.

## Percorso
L'A11 inizia a Semey, nota anche come Semipalatinsk, una grande città sul fiume Irtysh. La strada porta a nord-est attraverso la steppa secca, in particolare il primo tratto da Semey. Il percorso è pianeggiante e non ci sono distributori di benzina o città tra Semey e il confine con la Russia. La strada termina alla dogana di Lokot. Sul lato russo, l'A349 continua verso Barnaul.

## Storia
La denominazione A11 è stata assegnata nel 2011 e sostituisce la vecchia strada sovietica A349, che esiste ancora in Russia. La A11 è stata tradizionalmente un collegamento importante, è il collegamento diretto tra le principali città di Semey (Semipalatinsk) e Barnaul. L'area è importante per il settore agricolo, sia in Kazakistan che in Siberia. 